# York Rafael
York Rafael, född 17 mars 1999, är en svensk-rwandisk fotbollsspelare som spelar för Gefle IF.

## Karriär

### Tidiga år
Fotbollskarriären inleddes för York Rafael i Härnösand där han spelade i sin äldre brors lag. När han var nio år flyttade familjen till Gävle och Rafael började då att spela i Brynäs IF. Våren 2013 fortsatte han karriären i Sandvikens IF.

### Utlåningar
Ett år efter flytten till Sandviken fick Rafael chansen på seniornivå, då han lyftes upp i Sandvikens seniorlag och gjorde där två och en halv säsong. Efter att ha provspelat med flera klubbar i England, Italien och Allsvenskan lånades han ut till Gefle IF hösten 2016. Väl i Gefle fick han den 27 augusti 2016 begå allsvensk debut i mötet med Djurgårdens IF. Matchen blev dock den enda för Rafael i Allsvenskan med Gefle.
Efter att ha återvänt till Sandvikens IF lånades Rafael på nytt ut i januari 2017. Han signerade då ett sexmånadersavtal med tyska 2.Bundesliga-klubben Bochum. Redan efter två månader, lagom till Sandvikens IF:s säsongsstart av Division 1 Norra, återvände han dock hem på grund av vantrivsel i Tyskland.
Istället blev det en tänkt sista säsong med Sandviken innan Rafael lämnade klubben efter säsongsavslutningen 2017. Han signerade då ett två och ett halvt år långt kontrakt med Superettan-klubben IFK Värnamo, och lämnade Sandvikens IF efter att som 18-åring ha gjort 12 mål på 75 tävlingsmatcher. I juni 2018 återvände han dock till Sandviken på ett låneavtal över vårsäsongen 2018. I juli samma år bröt han sitt kontrakt med Värnamo och i augusti blev övergången till Sandviken permanent.

### Kalmar FF
I december 2018 värvades Rafael av Kalmar FF där han skrev på ett treårskontrakt. Speltiden blev tämligen sparsam under debutsäsongen i Allsvenskan, men i augusti 2019 gjorde han båda målen i Kalmars cupseger över Rosengård

### AFC Eskilstuna
I januari 2021 värvades Rafael av AFC Eskilstuna, där han skrev på ett tvåårskontrakt med option på ytterligare ett år. Rafael gjorde tre mål på 27 matcher i Superettan 2021. I premiären av Superettan 2022 gjorde han två mål då AFC Eskilstuna vann över Jönköpings Södra med 3–2.

### Gefle IF
I januari 2023 värvades Rafael av Gefle IF, där han skrev på ett tvåårskontrakt.

## Privatliv
York Rafaels mor är född i Angola och hans far i Portugal. Rafael har även påbrå i Rwanda, vars landslag började uppvakta honom som 16-åring.

### Webbkällor
- York Rafael på Svenska Fotbollförbundets webbplats
- York Rafael på Fotbollstransfers.com
- York Rafael på National-Football-Team